# Shikoku (hundras)
För andra betydelser, se Shikoku (olika betydelser).
Shikoku (ja:四国犬, shikoku-ken) är en hundras från Japan. Den är en asiatisk spets som tillsammans med kai och kishu räknas till shika-hundarna. Rasen är namngiven efter ön Shikoku, där den särskilt i prefekturen Kochi använts som jakthund på vildsvin. 1937 utsågs rasen till nationell symbol.